# قطعنامه ۳۲۵ شورای امنیت
قطعنامه ۳۲۵ شورای امنیت سازمان ملل متحد که در تاریخ ۲۶ ژانویه ۱۹۷۳ تصویب شد، سندی بین‌المللی دربارهٔ درخواست پاناما است. این قطعنامه طی نشست ۱٬۶۸۶ام
با ۱۵ موافق،۰ مخالف و۰ ممتنع تصویب شد.